# PFKアルダ・クルジャリ
FCアルダ1924クルジャリ（FC Arda 1924 Kardzhali (ブルガリア語: ПФК Арда Кърджали)）は、ブルガリアのクルジャリ州クルジャリをホームタウンとするサッカークラブである。

## 歴史
1924年8月10日に創設された。1945年から1957年までの間はミニョル (МИНЬОР) と呼ばれ、その後にアルダ (АРДА) の名前が復活した。
2012-13シーズンはブルガリア3部のVグループ南東部に参加していたが、不当な理由でリーグ戦2試合に参加しなかったため、2013年4月10日にVグループ南東部から除外された。
2015-16シーズンにブルガリア3部のトレタ・リーガに昇格した。
2017-18シーズンにトレタ・リーガ南東部で優勝してヴトラ・リーガに昇格した。同シーズンはアマチュア・フットボールリーグカップでも優勝した。
2018-19シーズンにヴトラ・リーガで優勝したツァルスコ・セロ・ソフィア、2位のモンタナに次ぐ3位になり、モンタナと共に入れ替え戦に出場した。入れ替え戦でセプテムヴリ・ソフィアに延長戦の末に1-0で勝利して、クラブの歴史で初となるプルヴァ・リーガ昇格を果たした。
2020-21シーズンにブルガリア・カップ決勝に進出したが、CSKAソフィアに0-1で敗れ準優勝に終わった。

## タイトル

### 国内タイトル
- サードリーグ：1回
  - 2017-18

### 国際タイトル
- なし

## 過去の成績
| シーズン | ディビジョン     | ディビジョン | ディビジョン | ディビジョン | ディビジョン | ディビジョン | ディビジョン | ディビジョン | ディビジョン | ブルガリア・カップ |
| シーズン | リーグ           | 順位         | 試           | 勝           | 分           | 敗           | 得           | 失           | 点           | ブルガリア・カップ |
| -------- | ---------------- | ------------ | ------------ | ------------ | ------------ | ------------ | ------------ | ------------ | ------------ | ------------------ |
| 2016-17  | サードリーグ     | 16位         | 34           | 11           | 6            | 17           | 49           | 69           | 39           |                    |
| 2017-18  | サードリーグ     | 1位          | 34           | 30           | 4            | 0            | 142          | 7            | 94           |                    |
| 2018-19  | セカンドリーグ   | 3位          | 30           | 19           | 5            | 6            | 44           | 18           | 62           | ベスト32           |
| 2019-20  | ファーストリーグ | 9位          | 29           | 8            | 11           | 11           | 28           | 36           | 35           | ベスト16           |
| 2020-21  | ファーストリーグ | 4位          | 31           | 13           | 11           | 7            | 42           | 37           | 50           | 準優勝             |
| 2021-22  | ファーストリーグ | 10位         | 32           | 8            | 11           | 13           | 38           | 51           | 35           | 準々決勝敗退       |
| 2022-23  | ファーストリーグ | 位           |              |              |              |              |              |              |              |                    |

## 欧州の成績
| シーズン | 大会                               | ラウンド  | 対戦相手               | ホーム | アウェー | 合計 |  |
| -------- | ---------------------------------- | --------- | ---------------------- | ------ | -------- | ---- |  |
| 2021-22  | UEFAヨーロッパカンファレンスリーグ | 予選1回戦 | ハポエル・ベエルシェバ | 0-2    | 0-4      | 0-6  |  |

## 歴代監督
- エリン・トプザコフ 2017-2018
- ストイチョ・ストエフ 2018-2019
- スタメン・ベルチェフ 2019-2020
- ニコライ・キロフ 2020-2021
- ゲオルギ・チリコフ 2021
- スラヴコ・マティッチ 2021
- スタメン・ベルチェフ 2021-2022
- アレクサンダル・トゥンチェフ 2022-2024
- ニコライ・キロフ 2024
- アレクサンダル・トゥンチェフ 2024-

## 歴代所属選手
- ミハイル・アレクサンドロフ 2019-2021
- コナー・ランドール 2019-2020
- ダヴィド・キキ 2021-2020